# Драхтік (Гегаркунік)
Драхтік (вірм. Դրախտիկ) — село в марзі Гегаркунік, на сході Вірменії. Село розташоване на південний захід від міста Чамбарак та на схід від міста Севан. На південний захід від села розташоване озеро Севан та шляхи сполучення, що проходять уздовж його узбережжя: траса Єреван — Севан — Шоржа — Варденіс та залізниця Єреван — Раздан — Сотк.